# Chojeniec
Chojeniec [pronunciación en polaco: /xɔˈjɛɲɛt͡s/] es un pueblo ubicado en el distrito administrativo de Gmina Siedliszcze, dentro del condado de Chełm, Voivodato de Lublin, en el este de Polonia. Se encuentra a unos 28 kilómetros al oeste de Chełm y a 38 kilómetros al este de la capital regional Lublin.
El pueblo tiene una población de 340 habitantes.